# Diorygopyx incomptus
Diorygopyx incomptus là một loài bọ cánh cứng trong họ Bọ hung (Scarabaeidae).